# 海澤 (堪薩斯州)
海澤（英語：Heizer）為位在美國堪薩斯州巴頓縣的非建制地區。

## 歷史
海澤為因有鐵路建設經過而在1880年代設立。該地區以此土地前地主D·N·海澤（D. N. Heizer）命名。